# Настасе, Илие
Илие́ На́стасе (рум. Ilie Năstase; род. 19 июля 1946, Бухарест) — румынский профессиональный теннисист. Первый теннисист, которому был присвоен рейтинг первой ракетки мира, с момента введения рейтинга АТР в 1973 году.

## Достижения
Выиграл 88 турниров (57 из них признаются ATP) в одиночном и 45 в парном разряде.
Лучшие результаты в турнирах «Большого шлема»:
- победитель Открытого чемпионата Франции в одиночном (1973) и парном (1970) разряде;
- победитель US Open в одиночном (1972) и парном (1975, совместно с Джимми Коннорсом) разряде;
- победитель Уимблдонского турнира в парном разряде (1973, совместно с Джимми Коннорсом);
- двукратный финалист Уимблдона в одиночном разряде (1972, 1976).

Четырёхкратный победитель турнира Мастерс (1971, 1972, 1973, 1975) — четвертый результат после Ивана Лендла и Пита Сампраса, выигрывавших кубок пять раз, а также Роджера Федерера, выигрывавшего кубок шесть раз.
Первый, кто завоевал титул первой ракетки мира (23 августа 1973 года), сохраняя его в течение 40 недель.
Завершил профессиональную карьеру в 1985 году.

## Интересные факты
- В 1976 году он стал первым европейцем, который заработал за свою карьеру более миллиона долларов призовых.
- До 2016 года имя Настасе носил турнир АТР в Бухаресте.
- За всю карьеру сыграл только один матч на Открытом чемпионате Австралии и, проиграв его, больше ни разу не принимал участия в этом турнире.
- Выступал за армейский клуб «Стяуа», носит звание генерал-майора ВВС Румынии[5].

Илие Настасе известен не только своими достижениями на теннисных кортах, но и многочисленными странными выходками:
- На парижском «Мастерсе» 1971 года Настасе конфликтовал с американцем Клиффом Ричи и потребовал у судьи называть себя «мистер Настасе». Когда же арбитр согласился, румын сказал Ричи: «Вот видишь, меня называют мистер Настасе, а тебя — нет. Потому что я — джентльмен, а ты — животное!». Ошарашенный Клифф проиграл решающую партию со счетом 6:8, а в 2005 году Илие назвал свою автобиографию — «Мистер Настасе».
- Накануне парного четвертьфинала «Ролан Гаррос-1977» Настасе и его партнер Боб Хьюитт столкнулись в ресторане с главными фаворитами, парой Адриано Панатта — Паоло Бертолуччи. Дорогу итальянцам перебежала черная кошка, и они ушли в другое заведение. Илие решил использовать это во время матча: румын дал 500 франков болбою, чтобы тот засунул черного кота в сумку с его ракетками. «После разминки я сказал судье, что мне нужно сменить ракетку и отправился к лавочке. Я выпустил перепуганного кота на корт, и тот рванул прямиком в направлении Панатты!» — потешался Настасе. В результате, итальянцы потратили много эмоций на выяснение отношений с Илие и проиграли матч, а румыну после этого запретили играть на центральном корте «Ролан Гаррос».
- Настасе дружил с Артуром Эшем и часто играл с ним в паре, но и это не избавило американца от подколок Илие, который однажды специально засунул мышь в шкафчик Эша — он знал о фобии друга. Уравновешенный Артур, не обижавшийся даже на ироничное «Негрила!», стерпел. Но в 1975-м Настасе достал его по-настоящему, проигрывая Эшу в решающем сете матча турнира в Стокгольме. Когда американец остановил игру, Настасе решил, что Артур просто тянет время, и начал его дразнить. Он подкидывал мяч при подаче, ловил его и обращался к сопернику: «Вы готовы, мистер Эш?». Румын проделывал это до тех пор, пока Эш не взбесился и не покинул корт. Оргкомитет турнира вначале дисквалифицировал обоих игроков, но Артур пригрозил, что больше никогда не сыграет в Швеции, после чего решение пересмотрели и отдали победу ему. Чувствовавший вину Настасе подарил Эшу огромный букет роз и получил прощение.
- Но особенно Настасе отрывался на Уимблдоне. Он неоднократно нарушал строгие правила турнира и эпатировал холодную британскую публику. Однажды, во время дождя, он забрал зонтик у зрителя и отыграл с ним целый гейм. В другом матче Илие достали выкрики болельщицы, и он гаркнул на нее: «Если не заткнешься, я ***** [испражнюсь] в твою прекрасную белоснежную шляпку!». А самый большой резонанс вызвала реплика Настасе в адрес герцога Кентского, который громко смеялся в королевской ложе: «Сэр, пожалуйста, закройте рот!». В 2014-м году, уже в качестве зрителя, он ходил на игры в генеральском костюме, но британцы щегольство румына не приняли и газеты назвали его «бухарестским шутом». Как результат, на протяжении многих лет прошение Настасе о предоставлении ему членства в Уимблдонском клубе отклоняется.
- В 2013-м году румынское правительство оштрафовало Илие Настасе за дискриминацию на 600 евро, после того, как тот поддержал решение французского правительства разрушить более 165 цыганских таборов и депортировать 19 380 человек.
- Осенью 2016 года, после назначения на пост капитана сборной Румынии по теннису, жаждущий внимания 70-летний Настасе получил новый полигон для эпатажа. Вначале Илие фантазировал, почему Шарапова испытывала депрессию после дисквалификации, и поэтому много пила: «Она же русская, они устойчивы к алкоголю». Потом досталось и Серене: «Имидж России пострадал в спортивном плане из-за допинга, но это касается и Серены Уильямс. Вы же видите, как она выглядит». Но главное шоу последовало в апреле 2017-го, во время противостояния Румынии и Великобритании на Кубке Федераций. Сначала Настасе вновь прошелся по Серене и ее беременности: «Интересно, какого цвета будет ребенок — молочный шоколад?», а затем Илие сильно смутил недвусмысленным подкатом капитана британцев, беременную Энн Кеотавонг, спрашивая, в каком номере отеля она остановилась. История продолжилась во время матча Кирсти и Конты — румын обозвал судью «м*даком», а когда его удаляли с корта, бросил в адрес Конты и Кеотавонг: «Сучки!». Матч был прерван, расплакавшаяся Йоханна Конта ушла с корта, а трибуны успокаивала Симона Халеп. На следующий день капитан Румынии прислал цветы всей британской сборной, но было уже поздно: Международная федерация тенниса отстранила Илие от всех турниров ITF, вплоть до окончания расследования инцидента. «Я даже знаю, куда бы я их (цветы) засунула», — прокомментировала попытку примирения экс-капитан британской команды Джуди Маррей. Сам же румын заявил: «Я ни о чем не жалею, и они могут меня хоть посадить — мне все равно. И мне насрать, оштрафуют меня или уволят с поста капитана.»[6][7].
- В 2017 году Илие Настасе, занимающему пост капитана сборной Румынии в Кубке федерации, было запрещено посещать Королевскую ложу на Уимблдонском турнире[8][9][10][11]. При этом ряд СМИ сообщили, что Настасе якобы полностью был запрещён доступ на Уимблдонский турнир[12][13][14].
- В феврале 2018 года ITF рассмотрел апелляцию Илие на его наказание за поведение в прошлогоднем матче Кубка Федерации. Настасе было запрещено занимать официальные должности в командных турнирах ITF до 2021 года и присутствовать на турнирах ITF (кроме «Шлемов») до 2019-го, и он должен был заплатить 10 000 долларов штрафа. Трибунал сократил отстранение Настасе от командных турниров и от посещения турниров ITF на 8 месяцев (до 23 апреля 2020 и 2018 года соответственно), но увеличил штраф вдвое, без обжалования данного решения[15].
- В марте 2019 года агрессивного румына приговорили к девяти месяцам и десяти дням условного срока, за вождение в нетрезвом виде и отказ от проверки на алкоголь в крови, с испытательным сроком в 2 года. В ответ на эту новость, Настасе и футбольный тренер Ангел Йорданеску заявили, что планируют баллотироваться в Европарламент[16].

## Участие в финалах турниров Большого шлема

### Одиночный разряд (5)

#### Победы (2)
| Год  | Турнир                     | Покрытие | Соперник в финале | Счёт в финале                |
| ---- | -------------------------- | -------- | ----------------- | ---------------------------- |
| 1972 | Открытый чемпионат США     | Трава    | Артур Эш          | 3-6, 6-3, 6-7(1-5), 6-4, 6-3 |
| 1973 | Открытый чемпионат Франции | Грунт    | Никола Пилич      | 6-3, 6-3, 6-0                |

#### Поражения (3)
| Год  | Турнир                     | Покрытие | Соперник в финале | Счёт в финале           |
| ---- | -------------------------- | -------- | ----------------- | ----------------------- |
| 1971 | Открытый чемпионат Франции | Грунт    | Ян Кодеш          | 6-8, 2-6, 6-2, 5-7      |
| 1972 | Уимблдонский турнир        | Трава    | Стэн Смит         | 6-4, 3-6, 3-6, 6-4, 5-7 |
| 1976 | Уимблдонский турнир (2)    | Трава    | Бьорн Борг        | 4-6, 2-6, 7-9           |

### Мужской парный разряд (5)

#### Победы (3)
| Год  | Турнир                     | Покрытие | Партнёр        | Соперники в финале      | Счёт в финале              |
| ---- | -------------------------- | -------- | -------------- | ----------------------- | -------------------------- |
| 1970 | Открытый чемпионат Франции | Грунт    | Ион Цириак     | Чарли Пасарелл Артур Эш | 6-2, 6-4, 6-3              |
| 1973 | Уимблдонский турнир        | Трава    | Джимми Коннорс | Джон Купер Нил Фрейзер  | 3-6, 6-3, 6-4, 8-9(3), 6-1 |
| 1975 | Открытый чемпионат США     | Грунт    | Джимми Коннорс | Том Оккер Марти Риссен  | 6-4, 7-6                   |

#### Поражения (2)
| Год  | Турнир                         | Покрытие | Партнёр        | Соперники в финале           | Счёт в финале           |
| ---- | ------------------------------ | -------- | -------------- | ---------------------------- | ----------------------- |
| 1966 | Открытый чемпионат Франции     | Грунт    | Ион Цириак     | Кларк Гребнер Деннис Ралстон | 3-6, 3-6, 0-6           |
| 1973 | Открытый чемпионат Франции (2) | Грунт    | Джимми Коннорс | Джон Ньюкомб Том Оккер       | 1-6, 6-3, 3-6, 7-5, 4-6 |

### Смешанный парный разряд (3)

#### Победы (2)
| Год  | Турнир                  | Покрытие | Партнёр        | Соперники в финале                 | Счёт в финале |
| ---- | ----------------------- | -------- | -------------- | ---------------------------------- | ------------- |
| 1970 | Уимблдонский турнир     | Трава    | Розмари Кэзалс | Ольга Морозова Александр Метревели | 6-3, 4-6, 9-7 |
| 1972 | Уимблдонский турнир (2) | Трава    | Розмари Кэзалс | Ивонн Гулагонг-Коули Ким Уорик     | 6-4, 6-4      |

#### Поражение (1)
| Год  | Турнир                 | Покрытие | Партнёр        | Соперники в финале         | Счёт в финале |
| ---- | ---------------------- | -------- | -------------- | -------------------------- | ------------- |
| 1972 | Открытый чемпионат США | Трава    | Розмари Кэзалс | Маргарет Корт Марти Риссен | 3-6, 5-7      |

## Участие в финалах Мастерс и итогового турнира WCT (6)

### Одиночный разряд (5)

#### Победы (4)
| Год  | Турнир  | Место проведения   | Покрытие | Соперник в финале | Счёт в финале           |
| ---- | ------- | ------------------ | -------- | ----------------- | ----------------------- |
| 1971 | Мастерс | Париж, Франция     | Хард(i)  | Стэн Смит         | 5-7, 7-6, 6-3           |
| 1972 | Мастерс | Барселона, Испания | Хард(i)  | Стэн Смит         | 6-3, 6-2, 3-6, 2-6, 6-3 |
| 1973 | Мастерс | Бостон, США        | Ковёр    | Том Оккер         | 6-3, 7-5, 4-6, 6-3      |
| 1975 | Мастерс | Стокгольм, Швеция  | Ковёр    | Бьорн Борг        | 6-2, 6-2, 6-1           |

#### Поражение (1)
| Год  | Турнир  | Место проведения    | Покрытие | Соперник в финале | Счёт в финале           |
| ---- | ------- | ------------------- | -------- | ----------------- | ----------------------- |
| 1974 | Мастерс | Мельбурн, Австралия | Трава    | Гильермо Вильяс   | 6-7, 2-6, 6-3, 6-3, 4-6 |

### Парный разряд (1)

#### Поражение (1)
| Год  | Турнир              | Место проведения | Покрытие | Партнёр       | Соперники в финале          | Счёт в финале      |
| ---- | ------------------- | ---------------- | -------- | ------------- | --------------------------- | ------------------ |
| 1979 | Итоговый турнир WCT | Нью-Йорк, США    | Ковёр    | Шервуд Стюарт | Джон Макинрой Питер Флеминг | 6-3, 2-6, 3-6, 1-6 |